# Деште-Лут
Де́ште-Лут (перс. دشت لوت‎, или کوير لوت — Кевире-Лут) — песчано-солончаковая пустыня на Ближнем Востоке, в центральной части Иранского нагорья на востоке Ирана. Длина около 550 км, ширина от 100 до 200 км. Административно принадлежит, в основном, провинции Керман, и частично — Систан и Белуджистан и Южный Хорасан.

## Географические характеристики
Значительные участки пустыни заняты такырами, а также солончаками, на юге пустыни — обширные массивы песков. На юге, у восточного подножия хребта Кухбенан в пределах пустыни располагается бессточная солончаковая впадина Немекзар, в пониженной части которой во время разлива рек весной образуется мелководное озеро. Физическое выветривание создало многочисленные «столбы», «грибы» и тому подобные формы.
По данным спутникового мониторинга яркостной температуры поверхности Земли, в пустыне Деште-Лут в 2005 году был зафиксирован абсолютный максимум температуры на Земле — +70,7 °C.
По пустыне протекает река Шур, не пересыхающая даже в засушливые годы.

## История
Первым европейским учёным, изучавшим пустыню, был русский исследователь Николай Ханыков.